# 大南 (武蔵村山市)
大南（おおみなみ）は、東京都武蔵村山市の地名。現行行政地名は大南一丁目から大南五丁目。郵便番号は208-0013。

## 地理
武蔵村山市南東部に位置する。北は緑が丘、学園 (武蔵村山市)、東は東大和市上北台、桜が丘、南は立川市柏町、砂川町、西は榎と隣接している。主に住宅地として利用される。

### 地価
住宅地の地価は、2015年（平成27年）1月1日の公示地価によれば、大南5丁目10番3の地点で15万2000円/m2となっている。武蔵村山市で最も地価が高い。

## 歴史
1938年から1945年にかけて、現在の湖南衛生組合湖南処理場や大南公園のある辺りに東京陸軍航空学校（1943年に東京陸軍少年飛行兵学校に改称）が存在していた。

## 世帯数と人口
2018年（平成30年）1月1日現在の世帯数と人口は以下の通りである。
| 丁目       | 世帯数    | 人口     |
| ---------- | --------- | -------- |
| 大南一丁目 | 1,550世帯 | 3,795人  |
| 大南二丁目 | 1,219世帯 | 2,910人  |
| 大南三丁目 | 1,666世帯 | 3,673人  |
| 大南四丁目 | 807世帯   | 1,655人  |
| 大南五丁目 | 940世帯   | 2,317人  |
| 計         | 6,182世帯 | 14,350人 |

## 小・中学校の学区
市立小・中学校に通う場合、学区は以下の通りとなる
| 丁目       | 番地                        | 小学校                 | 中学校                 |
| ---------- | --------------------------- | ---------------------- | ---------------------- |
| 大南一丁目 | 1〜13番地 116〜144番地      | 武蔵村山市立第九小学校 | 武蔵村山市立第四中学校 |
| 大南一丁目 | その他                      | 武蔵村山市立第七小学校 | 武蔵村山市立第四中学校 |
| 大南二丁目 | 全域                        | 武蔵村山市立第七小学校 | 武蔵村山市立第四中学校 |
| 大南三丁目 | 1〜72番地 79番地 82番地以降 | 武蔵村山市立第七小学校 | 武蔵村山市立第四中学校 |
| 大南三丁目 | その他                      | 武蔵村山市立第四小学校 | 武蔵村山市立第二中学校 |
| 大南四丁目 | 全域                        | 武蔵村山市立第四小学校 | 武蔵村山市立第二中学校 |
| 大南五丁目 | 全域                        | 武蔵村山市立第四小学校 | 武蔵村山市立第二中学校 |

## 交通
道路
- 東京都道55号所沢武蔵村山立川線（旧日産通り）

## 施設
- 武蔵村山市立第七小学校
- 武蔵村山市立小中一貫校大南学園第四中学校
- 東京都立上水高等学校
- 拓殖大学第一高等学校
- むらやま幼稚園
- れんげ武蔵保育園
- めぐみ保育園
- みらい保育園
- ひまわり保育園
- 武蔵村山大南郵便局
- 大南地区会館
- 湖南衛生組合湖南処理場
- さえき大南食品館
- シダックスプラザ武蔵村山クラブ
- UR都市機構玉川上水エステート大南公園